# Jordi Cabré i Trias
Jordi Cabré i Trias (Barcelona, Barcelonès, 25 de juny de 1974) és advocat, periodista, escriptor, novel·lista i polític català.
Llicenciat en dret, per la Universitat Pompeu Fabra (UPF), màster en Govern i Gestió Pública per la UPF, Esade i la Universitat Autònoma de Barcelona (UAB), té un Postgrau en Direcció de l'Empresa per l'Institut d'Educació Contínua de la UPF. S'ha dedicat al periodisme d'opinió, la poesia i la narració. Tot i que havia publicat la seva primera novel·la, Postal de Krypton, l'any 2000, la fama li va arribar entre els anys 2002 i 2004. En aquest parell d'anys, va publicar dues novel·les ben acollides pel públic i per la crítica, va guanyar un premi literari (El lector de l'Odissea) i va quedar finalista del Premi Sant Jordi de novel·la. Aquestes dues novel·les clau en la bibliografia de l'autor són La pregària del diable (2003), que narra una història de bruixeria al Montseny, i Rubik a les palpentes (2004), una novel·la sobre la identitat. Amb El virus de la tristesa va conquerir el Premi Llorenç Villalonga l'any 2005. L'any 2010, amb Després de Laura, tornà a ser finalista del Premi Sant Jordi de novel·la. L'any 2018 aconsegueix guanyar el Premi Sant Jordi amb Digues un desig, que va esdevenir segon en el rànquing de vendes de ficció de la diada de Sant Jordi 2019.
Cabré ha estat director del departament de producció a Manterola División Arte, empresa dedicada a la producció museogràfica i expositiva. També ha dirigit l'empresa Loon Comunicació, i ha estat cap de Comunicació de la Federació Catalana de Vela. També ha estat director d'informatius de la xarxa de televisions locals Comunicàlia i del diari electrònic El Singular Digital des de l'octubre del 2006 al març del 2008. Ha col·laborat en diversos mitjans de comunicació com El Punt Avui -tal com ho feu anteriorment, abans de la seva fusió, amb El Punt- i també amb El Món, TV3, RAC 1, el diari Ara o Vespre A la 2.
L'any 2013 va publicar l'assaig Ara que no ens escolta ningú (Pòrtic) i posteriorment el 2015 Canvi Cultural a Catalunya-retrat d'una generació (Pòrtic). L'any 2018 va guanyar finalment el Premi Sant Jordi de novel·la, amb Digues un desig. L'any 2021 publica Sense Fi (Univers). Entre els anys 2011 i 2013 fou Director General de Promoció i Cooperació Cultural a la Generalitat de Catalunya.
Cabré és nebot del que fou alcalde electe de CiU a Barcelona, Xavier Trias.

## Obres
- 2000 Postal de Krypton, Edicions del Bullent, que va rebre aquell mateix any el premi El lector de l'Odissea.
- 2003 La pregària del Diable, Edicions Proa.
- 2004 Em dic Jules Verne, Editorial Parramon.
- 2004 Rubik a les palpentes, Edicions Proa.
- 2006 El virus de la tristesa, Editorial Moll, que havia rebut el 2005 el Llorenç Villalonga.
- 2008 Jo, Genguis Khan, Editorial Parramon.
- 2011 Després de Laura, Edicions Proa, que fou finalista el 2010 del Premi Sant Jordi de novel·la.
- 2013 Ara que no ens escolta ningú: Gaudí, Prat de la Riba, Cambó, Lerroux, Macià, Pujols, Dalí i Vidal de Llobatera parlen de la Catalunya d'avui + Una entrevista inèdita amb Artur Mas, Editorial Pòrtic.
- 2015 El canvi cultural a Catalunya: Retrat d'una generació, Editorial Pòrtic (coordinador).
- 2018 Digues un desig, Enciclopèdia Catalana. Premi Sant Jordi de novel·la 2018.
- 2021 Sense Fi, Editorial Univers.